# Bewester Eede benoorden Sint-Pietersdijk
De Bewester Eede benoorden Sint-Pietersdijk is een polder tussen Sluis en Aardenburg, behorend tot de Polders rond Aardenburg.
De polder werd, na de inundaties van 1583 en 1621, opnieuw ingedijkt in 1650. De polder beslaat 969 ha.
In of aan de rand van de polder liggen tal van overblijfselen van de Staats-Spaanse Linies, en wel de Elderschans, de Kruisdijkschans, de Krabbeschans, en een redoute waaraan de naam van de buurtschap Ronduit nog herinnert. Ook ligt in de polder een bescheiden restant van de Krabbekreek.
De polder wordt begrensd door de Wallen van Aardenburg, de Sint-Pietersdijk (van de Elderschans tot de Kruisdijkschans, ook Hogeweg genaamd) en de huidige Rondweg. Boerderijen in de polder zijn onder meer: Hofstee de Ronduite, Blauwe Hofstee en De Duiventil.